# Caenoplana
Genre
Caenoplana est un genre de Plathelminthes de la famille des Geoplanidae, regroupant une vingtaine d'espèces. Originaires d'Océanie, certaines sont invasives en Amérique du Nord et en Europe. Ces vers plats vivent au sol, dans le bois mort, sous les  écorces, se nourrissant d'arthropodes et de lombrics.

## Description

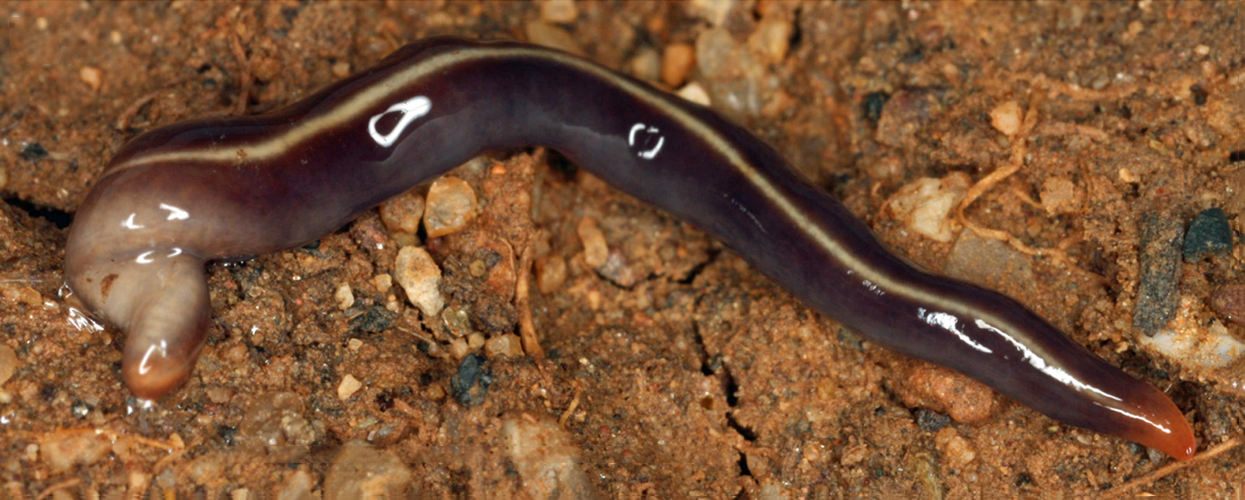
Caenoplana decolorata.

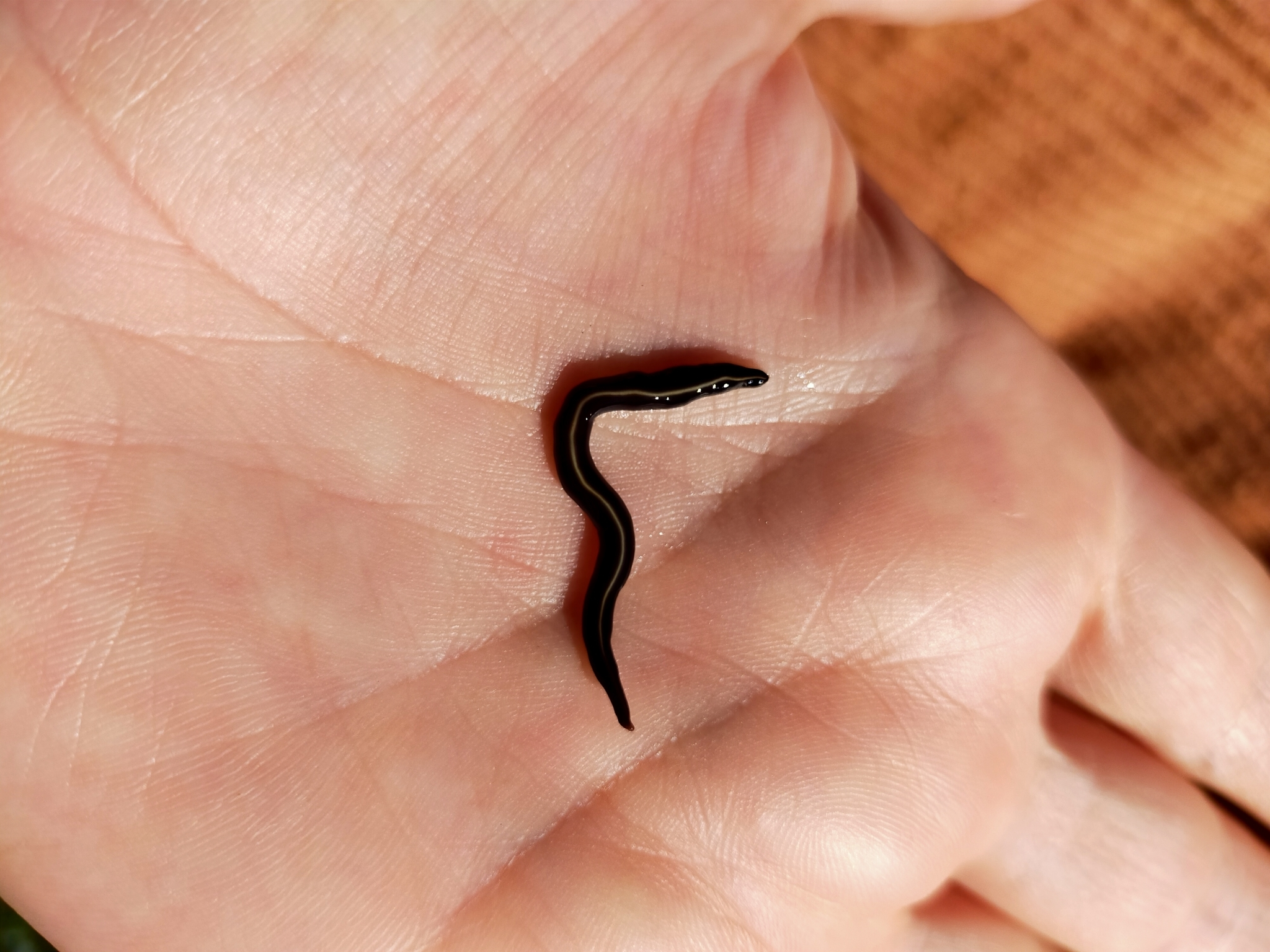
Caenoplana coerulea dans une main d'homme.

Selon le protologue original de Moseley, il s'agit de vers plats à corps long et allongé, très arrondi sur le dos, aplati sur la face inférieure, sans ligne ambulacraire. Les faisceaux musculaires longitudinaux externes sont largement et uniformément développés sur les régions dorsale et ventrale. Comme pour le genre Rhynchodemus, les organes latéraux sont distincts et isolés, et reliés par une commissure transversale. Les yeux sont absents de l'avant de l'extrémité antérieure, mais présents en deux taches latérales allongées et serrées, placées juste derrière l'extrémité antérieure, et dispersées de façon éparse sur les marges latérales du corps sur toute son étendue. La bouche est presque centrale, située sous le ventre ; le pharynx est cylindrique.
Certaines espèces peuvent facilement être identifiés par leur morphologie et leur motif de couleur, mais d'autres sont plus cryptiques et nécessitent une approche moléculaire.

## Répartition
Le genre est représenté en Amérique du Nord, en Europe et en Océanie, dont il est originaire. Trois espèces ont été introduites en France métropolitaine : C. coerulea, C. variegata et C. decolorata. C. purpurea est également recensée en Grande Bretagne.

## Écologie
Ces vers plats se nourrissent d'arthropodes du sol. Originaires d'Australie, Caenoplana coerulea a été découverte sous l'écorce d'un Eucalyptus, Caenoplana sanguinea dans la terre, aux racines d'une souche d'Eucalyptus, et Caenoplana subviridis sous les troncs morts et sur l'écorce des Eucalyptus.

## Espèces invasives
Certaines espèces, apportées dans les pots de fleurs, sont invasives en Europe et en Amérique du Nord. Se nourrissant de lombrics et d'autres animaux du sol, la multiplication des plathelminthes, sans prédateurs (leur mucus semblent les protéger des animaux qui habituellement se nourrissent de vers), risque d'impacter fortement les populations de lombrics et donc de perturber les écosystèmes.

## Systématique
Le genre Caenoplana a été décrit en 1877 par le naturaliste anglais Henry Nottidge Moseley, en même temps que deux nouvelles espèces : Caenoplana coerulea et Caenoplana sanguinea. C. coerulea est l'espèce type, désignée ultérieurement par Ogren et Kawakatsu en 1988.
Autrefois classé dans la sous-famille des Caenoplaninae, le genre Caenoplana appartient maintenant à la sous-famille des Rhynchodeminae au sein de la famille des Geoplanidae. A cette occasion, la sous-famille des Caenoplaninae a été transformée en tribu des Caenoplanini au sein de la sous-famille des Rhynchodeminae. Caenoplana reste le genre type de la tribu des Caenoplanini.
Elattodemus Haslauer-Gamisch, 1982 est synonyme de Caenoplana.

### Liste des espèces
Selon la base de données World Register of Marine Species (21 janvier 2024), le genre Caenoplana contient les espèces suivantes :
- Caenoplana albolineata (Steel, 1897)
- Caenoplana barringtonensis (Wood, 1926)
- Caenoplana citrina (Wood, 1926)
- Caenoplana coerulea Moseley, 1877
- Caenoplana daemeli (Graff, 1899)
- Caenoplana decolorata Mateos, Jones, Riutort & Ãlvarez-Presas, 2020
- Caenoplana dubia (Dendy, 1891)
- Caenoplana graffi (Froehlich, 1959)
- Caenoplana hillii (Steel, 1897)
- Caenoplana hoggii (Dendy, 1891)
- Caenoplana micholitzi (Graff, 1899)
- Caenoplana munda Fletcher & Hamilton, 1888
- Caenoplana ponderosa (Steel, 1897)
- Caenoplana purpurea (Dendy, 1894)
- Caenoplana sieboldi (Graff, 1899)
- Caenoplana spenceri Dendy, 1889
- Caenoplana steenstrupi Krsmanovie, 1898
- Caenoplana steinboecki (Haslauer-Gamisch, 1982)
- Caenoplana sulphurea (Fletcher & Hamilton, 1888)
- Caenoplana tenuis (Dendy, 1894)
- Caenoplana variegata (Fletcher & Hamilton, 1888)
- Caenoplana viridis (Fletcher & Hamilton, 1888)

### Synonymes d'espèces
D'après World Register of Marine Species (21 janvier 2024), les espèces suivantes sont des synonymes :
- l'espèce Caenoplana alba (Dendy, 1891) est Australoplana alba (Dendy, 1891)
- l'espèce Caenoplana bicolor (Graff, 1899) est Caenoplana variegata (Fletcher & Hamilton, 1888)
- l'espèce Caenoplana chapmani Ogren & Kawakatsu, 1988 est Kontikia atrata (Steel, 1887)
- l'espèce Caenoplana coxii (Fletcher & Hamilton, 1888) est Kontikia coxii (Fletcher & Hamilton, 1888)
- l'espèce Caenoplana dendyi Spencer, 1891 est Australopacifica dendyi (Spencer, 1891)
- l'espèce Caenoplana sanguinea Moseley, 1877 est Australoplana sanguinea (Moseley, 1877)
- l'espèce Caenoplana subviridis (Moseley, 1877) est Australopacifica subviridis (Moseley, 1877)
- l'espèce Caenoplana walhallae (Dendy, 1891) est Australopacifica walhallae (Dendy, 1891)

### Publication originale
1. 1 2 3 4  (en) Henry Nottidge Moseley, « Notes on the structure of several forms of land planarians, with a description of two new genera and several new species and a list of all species at present known », Quarterly Journal of microscopical Science, vol. 17,‎ 1877, p. 273-292 (OCLC 84439142, lire en ligne, consulté le 29 juin 2022), planche XX.